# 白羽弥仁
白羽 弥仁（しらは みつひと、1964年3月11日 - ）は日本の映画監督。兵庫県芦屋市出身、神戸市在住。

## 略歴
滝川高等学校卒業。日本大学藝術学部演劇学科演出コース卒業。TVのCM制作も手がける。2018年3月まで甲南女子大学文学部メディア表現学科講師を務めた。2019年より国際ファッション専門職大学非常勤講師。2020年4月より讀賣テレビ放送放送番組審議会委員。
2022年4月より大手前大学建築&芸術学部非常勤講師。

## 作品

### 映画
- セピア・タウン（1984年、脚本・監督）
- She's Rain（1993年、脚本・監督）
- 能登の花ヨメ（2008年、監督）
- 神戸在住（2015年、サンテレビ、テレビドラマ・映画、監督）[2]
- ママ、ごはんまだ?（2017年、脚本・監督）[3]
- みとりし（2019年、脚本・監督）[4]
- あしやのきゅうしょく（2022年、脚本・監督）[5]
- フィリピンパブ嬢の社会学（2023年、監督）[6]
- 道草キッチン（2024年、脚本・監督）[7]

### テレビ番組
- シベリア鉄道の旅（2003年）
- 富士通スペシャル スポーツ人間交差点〜光と影〜 松野明美×有森裕子（2011年、TBS）

### ウェブムービー
- 丘の上のクローバー（2014年、脚本・監督）
- LIFE IN JAPAN "What do you do in this case?"（2020年、監督）